# Austroaleurodicus lomatiae
Austroaleurodicus lomatiae es un hemíptero de la familia Aleyrodidae, con una subfamilia: Aleyrodinae.
Fue descrita científicamente por primera vez por Tapia en 1970.